# Huis van Sabah
Het Huis van Sabah is een dynastie die sinds het midden van de 18e eeuw over Koeweit heerst. De heerser van Koeweit wordt de emir genoemd en de staat is een monarchie (emiraat). De familie Al-Sabah heeft echter alle macht.
Een groep Arabische bedoeïenen uit het binnenland van het Arabische Schiereiland zocht water en vestigde zich in het gebied waar nu de stad Koeweit ligt. In 1756 werd Sabah I bin Jaber benoemd tot leider van het volk.

## Lijst van heersers
- Sabah I bin Jaber (1752–1762)
- Abdullah I Al-Sabah (1762–1814)
- Jaber I Al-Sabah (1814–1859)
- Sabah II Al-Sabah (1859–1866)
- Abdullah II Al-Sabah (1866–1892)
- Mohammad bin Sabah Al-Sabah (1892–1896)
- Mubarak Al-Sabah (1896–1915)
- Jaber II Al-Sabah (1915–1917)
- Salim Al-Mubarak Al-Sabah (1917–1921)
- Ahmad Al-Jaber Al-Sabah (1921–1950)
- Abdullah III Al-Salim Al-Sabah (1950–1965)
- Sabah III Al-Salim Al-Sabah (1965–1977)
- Jaber al-Ahmad al-Jaber al-Sabah (1977–2006)
- Saad Al-Abdullah Al-Salim Al-Sabah (15–29 januari 2006)
- Sabah Al-Ahmad Al-Jaber Al-Sabah (2006–2020)
- Nawaf al-Ahmad al-Jaber al-Sabah (2020–2023)
- Meshaal Al-Ahmad Al-Jaber Al-Sabah (2023–heden)